# شهرستان بردع
بَردَع یا بَردَعه (به زبان ترکی آذری Bərdə) نام بخشی در جمهوری آذربایجان و در مرکز این جمهوری است. مرکز این بخش شهر بردع است. مهم‌ترین فعالیت در این بخش، کشاورزی است و محصولاتی مانند پنبه، ابریشم، محصولات لبنی و همچنین پرورش ماکیان از جمله تولیدات بخش کشاورزی در این ناحیه است.
نام بردع (صورت قدیم‌تر: برذعه) عربی‌شدهٔ نام پرتو است.
بردع تخت‌گاه کهن سرزمین اران بوده‌است و نام‌های دیگری که در قدیم برای آن ذکر شده پیروزآباد، بردوی، پیروزکواد و شهستان است.
برخی منابع قدیمی نام برذعه را عربی شده برده‌دار فارسی دانسته‌اند و گفته‌اند که برخی پادشاهان از فراسوی ارمنیه بردگان و اسیرانی را به این ناحیه می‌آوردند.
نظامی گنجوی در شرف‌نامه نام کهن این شهر را هروم (مشهور به شهر زنان) آورده‌است:
هرومش لقب بود از آغاز کار
کنون بردعش خواند آموزگار

## اشارات تاریخی
ملکی است از توابع ایران در آذربایجان به اقلیم پنجم [غیاث اللغات] [فرهنگ دهخدا]. شهری است آبادکردهٔ نوشابه و نام آن بردم بود که به جای عین میم باشد و در زمان اسکندر بردع و بردعه نام نهادند. [برهان] [آنندراج] [فرهنگ دهخدا]. مارکوارت در کتاب ایرانشهر [رویه ۱۱۷] بردع را تازی گشته پرتو[پهلو]دانسته. بردع = برذعه معرب پرتو = پهلو، پارت شهری بود در قدیم مرکز اران بود [از فرهنگ فارسی معین] [فرهنگ دهخدا] بردع در دورهٔ ساسانی و پس از آن در دورهٔ اعراب شهری مستحکم در برابر حملات مهاجمان شمالی و غربی بود. [فرهنگ دهخدا]. که به زبان ارمنی «پرتو» نامیده می‌شد پیش‌تر بزرگ‌ترین شهر اران و پایتختش بود و هم‌اکنون روستایی ویران از آن بازمانده است که در کنار رود ترتر (ثرثور) کمابیش در بیست کیلومتری محل التقای این رود با رود کر قرار دارد.
این شهر در روزگار قدیم «هروم» نام داشته. حکیم نظامی گنجوی در اسکندرنامه می‌سراید:
خوشا ملک بردع که اقصای وی چو اردیبهشت است در ماه دی
هرومش لقب بود ز آغاز کار کنون بردعش خواند آموزگار.
در شاهنامه فردوسی در جنگ بزرگ کیخسرو با افراسیاب به این شهر چنین اشاره شده‌است:
بزرگان که از بردع و اردبیل
بپیش جهاندار بودند خیل
سپهدار گودرز را خواستند
چپ لشکرش را بیاراستند

## پیشینه
دربارهٔ تاریخ این شهر باستانی، کسروی در شهریاران گمنام به تفصیل بحث کرده و بارتولد در دانش‌نامه اسلام مقاله‌ای نوشته است که خلاصه ش چنین است:
کواد نخست پادشاه ساسانی (۴۸۸_۵۱۳ میلادی) در بردعه بارویی استوار ساخت و بدین جهت این شهر رفته رفته جای کولک (قبله) پایتخت سرزمین اران را گرفت. سال هفتم هجری (۶۲۸ میلادی) مردم این شهر ناچار شدند که در برابر خزران فرار را بر قرار ترجیح داده و جلای زادگاه کنند. اما پس از چندی دوباره به شهر برگشته‌اند. در زمان خلافت عثمان، تازیان این شهر را گرفتند و ویران شد و در زمان عبدالملک از نو آباد شد و در زمان بنی امیه و بنی عباس بردعه بیش‌تر مقر حکم‌رانان ارمنستان بود. حسن بن قحطبه حکمران بردعه از سوی خلیفه، منصور دوانیقی در آن جا باغی ساخت که مانند دیگر املاک ش تا سده سوم هجری قمری هنوز به نام او خوانده می‌شد.
بنا بر نوشته استخری شهر، یک فرسنگ درازا و بهمان اندازه پهنا داشته‌است، اطراف شهر باغستان‌های بسیار داشت، ابریشم آن جا را به خوزستان و فارس هم می‌بردند بیش‌تر ساختمان‌های آن جا آجری بود و ستون‌های مسجد جامع از آجر و چوپ.
نوشته ابن اثیر دربارهٔ تاراج شهر به دست روس‌ها (در ۳۳۲ ق) معروف بوده و مورد استناد مورخان بعدی قرار گرفته‌است. مقدسی هنوز بردعه را چونان بغداد آن دیار می‌داند، ولی می‌افزاید که در زمان او دیوارهای شهر فروریخته و اطراف آن نامسکون و متروک بود. در زمان یاقوت حموی این شهر مانند امروز روستایی بود که پیرامون ش را ویرانی‌های بسیار فراگرفته بود.